# 이석영뉴미디어도서관
이석영뉴미디어도서관은 경기도 남양주시 화도읍에 있는 도서관이다.

## 연혁
이석영뉴미디어도서관은 2021년 1월 14일 개관했다. 대한민국 최초의 청소년을 위한 뉴미디어·음악 특화 도서관으로, 남양주시 일대 보유했던 토지를 팔아 신흥무관학교를 설립한 독립운동가 이석영 선생의 뜻을 이어받자는 의미에서 위와 같은 이름이 붙여졌다.

## 시설 현황
- 면적: 1,843.60m²
- 연면적: 4,877.50m²
- 층수: 지상 4층
- 구조: 철근콘크리트
- 좌석수: 685석
- CCTV대수: 67대

### 층별 주요시설
- 1층: 카페돌꽃, 계단형 관람석
- 2층: 유아자료실, 어린이자료실, 이야기방, 패밀리존
- 3층: 종합자료실 및 미디어아트전시, T라운지, 세미나실(A, B), 컨퍼런스룸(A, B, C, D)
- 4층: 뮤직아트홀, 댄스 스튜디오, 크리에이터 스튜디오, 레코딩 스튜디오, 뮤직스튜디오(1, 2, 3, 4)

## 이용 안내
- 종합자료실 평일: 09:00 - 22:00 주말: 09:00 - 18:00
- 디지털자료실 평일, 주말: 09:00 - 18:00
- 어린이자료실 평일, 주말: 09:00 - 18:00